# Vaka-i Hayriye

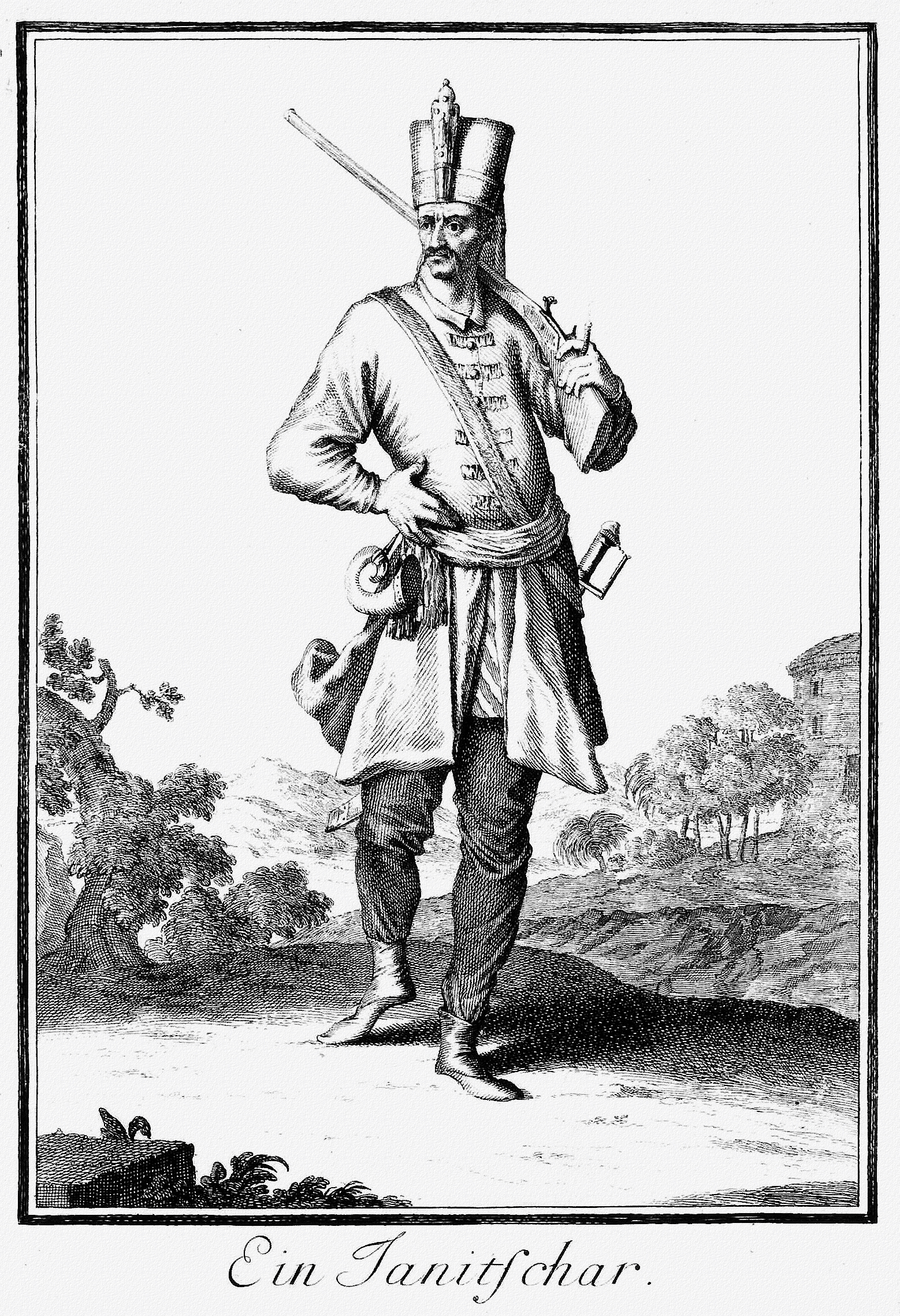
Un mousquetaire janissaire. L'ensemble du corps des janissaires a été dissous lors du Vaka-i Hayriye.

Vaka-i Hayriye (à Istanbul, « événement heureux ») ou Vaka-i Şerriyye (dans les Balkans, « malheureux incident »)[réf. nécessaire] est la dissolution du corps des janissaires et la fermeture des tekke (couvents de derviches) bektachis par le sultan ottoman Mahmoud II en juin 1826. La révolte des janissaires contre Mahmoud II est réprimée, ses dirigeants tués, et de nombreux membres exilés ou emprisonnés.
La plupart des 135 000 janissaires se révoltent contre Mahmoud II. Avec la répression de la rébellion, la quasi-totalité des janissaires sont exécutés, exilés ou emprisonnés. Le corps des janissaires est dissous et remplacé par une force militaire plus moderne suivant les modèles européens.

## Contexte historique
Les janissaires sont créés par les sultans ottomans à la fin du XIVe siècle. Il s'agit d'un corps militaire d'élite constitué grâce au système du devchirmé par lequel de jeunes garçons chrétiens, notamment des Arméniens, des Albanais, des Bosniaques, des Bulgares, des Croates, des Grecs et des Serbes, sont enlevés dans les Balkans, réduits en esclavage et convertis à l'Islam, puis incorporés dans l'armée ottomane. Au cours des XVe et XVIe siècles, ils sont reconnus comme l'une des unités militaires les mieux entraînées et les plus efficaces d'Europe. Ils sont connus pour leur discipline, leur moral et leur professionnalisme. Ils sont payés régulièrement et doivent être prêts à se battre à tout moment.
Au début du XVIIe siècle, le corps des Janissaires cesse de fonctionner comme une force militaire d'élite, et devient une classe héréditaire privilégiée exemptée du paiement des impôts ce qui engendre une certaine jalousie de la part du reste de la population. Le nombre de janissaires passe de 20 000 en 1575 à 135 000 en 1826, soit environ 250 ans plus tard. Beaucoup ne sont plus soldats mais continuent à percevoir la solde de l'empire et détiennent un droit de veto effectif sur l'État, contribuant au déclin constant de l'Empire ottoman. Tout sultan tentant de diminuer le statut ou le pouvoir des janissaires est immédiatement tué ou déposé.
Le pouvoir des Janissaires continue à s'accroître au sein de l'armée ottomane de sorte que les Turcs commencent à enrôler leurs propres enfants et finissent par rendre caduque l'intention initiale de recruter de force des garçons issus de familles chrétiennes. La corruption aidant, le corps des Janissaires commence à miner l'empire.
Après des défaites répétées contre la Russie et des mouvements de libération dans les Balkans, le Sultan décide de mettre sur pied des troupes sur le modèle occidental.
Cette idée de corruption et de dégénérescence des Janissaires est cependant mise en doute. L'analyse du Vaka-i Hayriye a été façonnée par le point de vue officiel de l'État ottoman ainsi que par l'historiographie moderne, qui a pris pour argent comptant les récits des historiens officiels ottomans.
Plus qu'une corruption, ce seraient leurs liens étroits avec l'élite et la société ottomane et leur opposition aux politiques de modernisation de l'État ottoman qui auraient poussé le gouvernement ottoman à éliminer les Janissaires. Les Janissaires étaient devenus un bastion de résistance au projet de modernisation de l'État ottoman et en raison de leurs relations profondes avec différents groupes sociaux, ils constituaient une menace sérieuse. Selon Kadir Üstün de l'Université des sciences et des technologies d'Adana, plutôt que la corruption ou leur obsolescence, c'est leur résistance à la modernisation de l'État ottoman qui aurait été la principale raison de leur destruction.

## Mutinerie
Au XIXe siècle, Mahmoud II choisit de former une nouvelle armée en engageant des cadres européens. Les Janissaires considèrent ces modifications comme une attaque contre l'islam, dont ils se considéraient comme les ardents défenseurs. En réaction, ils se mutinent et déclenchent des combats dans les rues de la capitale ottomane. Les nouveaux régiments entraînés à l'occidentale, qui disposaient de fusils et de canons modernes, ainsi que des habitants locaux qui haïssaient les Janissaires depuis des années, réussissent à les forcer à rentrer dans leurs casernes. En quelques heures, le putsch des Janissaires est noyé dans des flots de sang. Les casernes des janissaires sont encerclées et leurs habitants, dont de nombreuses femmes et enfants, massacrés.
Les historiens pensent que Mahmoud II a délibérément incité les Janissaires à la mutinerie. Le sultan les avait informés qu'il formait une nouvelle armée, la Sekban-ı Cedit, organisée et entraînée selon les principes européens modernes et que cette nouvelle armée serait dominée par les Turcs. Les Janissaires considéraient leur institution comme cruciale pour le bien-être de l'Empire ottoman, en particulier pour la Roumélie, et avaient précédemment décidé qu'ils ne permettraient jamais sa dissolution. C'est pourquoi ils se mutinent, avançant sur le palais du sultan. Mahmoud II sort alors des Reliques sacrées la bannière sacrée du prophète Mahomet, afin que tous les vrais croyants se rassemblent sous elle et renforcent ainsi l'opposition aux Janissaires. Au cours du combat qui s'ensuit, les casernes des Janissaires sont incendiées par des tirs d'artillerie, entraînant la mort de 4 000 Janissaires ; d'autres sont tués dans de violents combats dans les rues d'Istanbul (la capitale de l'Empire ottoman et le centre de l'ordre des Janissaires). Les survivants fuient ou sont emprisonnés, leurs biens étant confisqués par le sultan. À la fin de l'année 1826, les janissaires capturés, qui constituaient le reste de la force, sont mis à mort par décapitation dans le fort de Thessalonique rapidement appelé la « Tour de sang » (connu depuis 1912 sous le nom de Tour blanche). Une centaine d'autres Janissaires s'enfuient dans la citerne de Philoxenos où beaucoup se noient.

## Conséquences
Les chefs janissaires sont exécutés et leurs biens confisqués par le sultan. Les Janissaires plus jeunes sont exilés ou emprisonnés. Des milliers de Janissaires sont exécutés. L'ordre des Janissaires est anéanti, et remplacé par une élite de type occidental. L'ordre soufi de la confrérie Bektaşi, une institution centrale des Janissaires, est déclaré hors la loi, et ses adeptes exécutés ou exilés. Un nouveau corps d'armée moderne, Asakir-i Mansure-i Muhammediye (Les soldats victorieux de Mahomet) est créé par Mahmud II pour assurer la garde du sultan et remplacer les Janissaires. De nombreux janissaires ordinaires, surtout dans les provinces, se révoltent et réclament leur autonomie du pouvoir central. Les chrétiens des Balkans deviennent très hostiles envers leurs voisins musulmans et manifestent contre les nouvelles armées turques envoyées de Constantinople. Certains Janissaires survivent en se faisant oublier et en occupant des emplois ordinaires.
Immédiatement après la dissolution des Janissaires, Mahmoud II ordonne à l'historien de la cour, Mehmet Esad Efendi, d'enregistrer la version officielle des événements. Ce récit, Üss-i Zafer ("Fondation de la victoire"), est imprimé à Istanbul en 1828 et servira de source principale pour tous les autres récits ottomans de cette période. L'incident a eu un impact négatif sur les communautés musulmanes des Balkans, qui ont perdu leurs privilèges, car des rébellions ont éclaté à travers la Roumélie, notamment en Bosnie et en Albanie[réf. nécessaire].
Profitant de la faiblesse temporaire de la position militaire de l'Empire ottoman à la suite de l'incident, l'Empire russe contraint les Ottomans à accepter la Convention d'Akkerman le 7 octobre 1826.
À partir de là, les militaires turcs ont misé sur des modèles européens, une ligne se dessine vers la laïcité du fondateur de la République et général Mustafa Kemal Atatürk.